# Barr McClellan
Oliver Barr McClellan (* 12. Dezember 1939 in Cuero, Texas) ist ein US-amerikanischer Unternehmer, Rechtsanwalt und Autor des Bestsellers Blood, Money & Power über das Attentat auf John F. Kennedy.

## Leben
Barr McClellan lebte 1944 bis 1951 in Maracaibo in Venezuela, wo er Spanisch lernte. 1946 überlebte er in Mexiko-Stadt einen Flugzeugabsturz. Er machte 1957 sein Abitur an der Jefferson High School in San Antonio und studierte anschließend an der University of Texas in Austin, wo er mehrere Literaturpreise erhielt und sein Studium mit Auszeichnung abschloss. Als Student war er ein aktiver Unterstützer von Senator John F. Kennedys Präsidentschaftskandidatur. Nach seiner Zulassung als Rechtsanwalt arbeitete er ab 1964 für die Verwaltung von Kennedys Nachfolger Lyndon B. Johnson. Zunächst war er Rechtsanwalt und Sekretär für das National Labor Relations Board, bald darauf wurde er Anwalt für einen Kommissar der Federal Power Commission.
1966 trat McClellan der Anwaltskanzlei von Clark, Thomas, Harris, Denius und Winters in Austin bei. Zur Firma gehörten damals die Partner Edward A. Clark (1906–1992), der 1965 bis 1968 als amerikanischer Botschafter in Australien tätig war, Sam Winters, Don Thomas, Martin Harris und Frank Denius. Die Kanzlei war eng mit Lyndon B. Johnson und der Demokratischen Partei in Texas verbunden. Zu McClellans Arbeit gehörten die Beratung der politischen Strategie, Wahlkampfspenden, Medienfragen und Arbeitskämpfe. Er war offizieller Lobbyist für mehrere große Energieunternehmen in Texas. Darüber hinaus war er Moderator der TV-Serie The Law and You.
1972 wurde McClellan ein vollwertiger Partner der Kanzlei, kündigte aber nach einem Streit mit Clark und Leon Jaworski und gründete 1977 seine eigene Kanzlei.
Seine erste Frau war die texanische Politikerin Carole Keeton Strayhorn, seine Söhne sind Scott McClellan, der ehemalige Pressesprecher des Weißen Hauses, und Mark McClellan, der als Direktor des Medicare für die Administration von George W. Bush arbeitete. Zwei weitere Söhne, Dudley McClellan und Bradley McClellan, sind Anwälte in Austin, Texas.
McClellan und seine derzeitige Frau Cecile leben in Gulfport, Mississippi. Die McClellans sind auch Unternehmensberater mit Büros in New York City.

## Attentat auf John F. Kennedy
2003 veröffentlichte McClellan das Buch Blood, Money & Power, das sich gut verkaufte und auch ins Japanische übersetzt wurde.
Das Buch basiert auf Aussagen des Unternehmers Billie Sol Estes, der um 1960 eng mit dem späteren US-Präsidenten Lyndon B. Johnson befreundet war. Estes hatte bereits 1984 dem Justizministerium der Vereinigten Staaten mitgeteilt, dass Johnson in acht unaufgeklärte Mordfälle verwickelt war, darunter im Mord an Kennedy. Zugleich benannte er Malcolm Wallace, einen Vertrauten Johnsons, als einen der Attentäter. Daneben war – nach der Darstellung von McClellan – auch McClellans ehemaliger Chef Edward A. Clark bei der Planung des Attentats beteiligt. Wie McClellan weiter behauptet, wurde die Ermordung Kennedys durch die Öl-Milliardäre Clint Murchison und Haroldson Hunt finanziert. McClellan meint, dass Clark 6 Millionen Dollar erhielt, darunter einen Bonus von 2 Millionen Dollar. McClellan geht auch umfangreich auf die möglichen Motive Johnsons ein, den er als Nutznießer und Hintermann des Mordes an Kennedy darstellt.
2003 strahlte der History Channel eine Sendung aus, die auf McClellans Thesen basierte. Daraufhin protestierten die ehemaligen Präsidenten Gerald Ford und Jimmy Carter sowie einige ehemalige Mitarbeiter Johnsons scharf gegen die geäußerten Anschuldigungen. Nach einer Überprüfung von McClellans Angaben erklärte der Sender am 2. April 2004, alle Vorwürfe, Johnson wäre in den Kennedy-Mord verwickelt gewesen, seien substanzlos und entschuldigte sich bei dessen Witwe für die Ausstrahlung. McClellan ist einer von mehr als zwanzig Personen, die Geständnisse und Aussagen über die wahren Täter des Kennedy-Attentats abgegeben haben sollen. Die meisten davon schließen sich gegenseitig aus. Der Historiker Stanley Kutler bezeichnete McClellans Buch als „eine Parodie auf die Theorien und Annahmen über das Attentat; ganz sicher ist das Geschichte als Witz, den sich die Lebenden auf Kosten der Toten erlauben“.

## Bücher
- Blood, Money & Power: How L.B.J Killed J.F.K, Hannover House, 2003, ISBN 0-9637846-2-5
- Made in the USA: Global Greed, Bad Tax Laws and The Exportation of America's Future, Hannover House, 2010, ISBN 978-0963784681

| Personendaten    | Personendaten                                         |
| ---------------- | ----------------------------------------------------- |
| NAME             | McClellan, Barr                                       |
| ALTERNATIVNAMEN  | McClellan, Oliver Barr                                |
| KURZBESCHREIBUNG | US-amerikanischer Unternehmer, Rechtsanwalt und Autor |
| GEBURTSDATUM     | 12. Dezember 1939                                     |
| GEBURTSORT       | Cuero, Texas                                          |